# 古見日嘉
古見 日嘉（ふるみ ひよし、1920年11月4日 - 1973年1月2日）は、日本のドイツ文学者、翻訳家。主としてジャン・パウルを研究・翻訳した。

## 略歴
東京出身。1943年東京帝国大学文学部独文科卒。第六高等学校教授、埼玉大学助教授、旧・東京都立大学助教授、教授。1965年ジャン・パウル『美学入門』で日本翻訳文化賞受賞。

## 翻訳
- 『ニュルンベルク紀行』（ヘルマン・ヘッセ、三笠書房、ヘルマン・ヘッセ全集8） 1957
- 『メリー・スチュアート』（シュテファン・ツヴァイク、みすず書房、ツヴァイク全集14） 1962、度々再版
- 『聖母像のメダル』（マイアー、新潮社、世界文学全集47） 1964
- 『美学入門 ならびに当代の両党派に関するライプツィッヒでの二、三の講演』（ジャン・パウル、白水社） 1965、新版 2010ほか
- 『気球乗りジャノッツオ』（ジャン・パウル、現代思潮社、古典文庫） 1967
- 『巨人』（ジャン・パウル、現代思潮社、古典文庫） 1971 - 1974、国書刊行会 1978、新版 1997

## 論文
- <古見日嘉